# Tityus dupouyi
Espèce
Tityus dupouyi est une espèce de scorpions de la famille des Buthidae.

## Distribution
Cette espèce est endémique de l'État d'Amazonas au Venezuela. Elle se rencontre vers Atabapo.

## Étymologie
Cette espèce est nommée en l'honneur de Walter Dupouy.

## Publication originale
- González-Sponga, 1987 : « Tres nuevas especies del genero Tityus de Venezuela (Scorpionida: Buthidae). » Boletín de la Sociedad Venezolana de Ciencias Naturales, vol. 41, no 144, p. 217-256.